# Sugar (デスクトップ環境)
Sugarとは、アメリカ合衆国マサチューセッツ州ボストンに本拠を持つSugar Labsが開発する、デスクトップ環境である。主にOLPC XO-1などの、教育用パーソナルコンピューター向けに開発されている。

## 特徴
OLPC XO-1の様な低画質な画面でも使用しやすい様に、デザインが独特な風貌となっている。

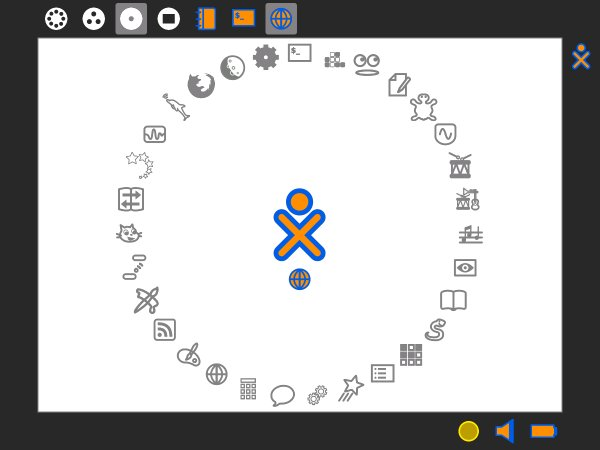
Ver.0.82時点でのスクリーンショット

フレーム型の画面構成をしており、周囲にあるバーは上側から順に、「Places」、「People」、「Actions」、「Objects」という名前が付けられている。
また、多端末と連携して動作することを想定しており、「People」では現在のアクティビティに関係ある、他ユーザーの端末も表示される。